# قرار مجلس الأمن التابع للأمم المتحدة رقم 101
قرار مجلس الأمن الدولي رقم 101 الصادر بتاريخ 24 نوفمبر 1953 وفيه يدين مجلس الأمن هجوم إسرائيل على قبية بتاريخ 14-15 أكتوبر 1953،  حيث تشكل كل هذه الإجراءات انتهاكًا لبنود وقف إطلاق النار الواردة في قرار مجلس الأمن التابع للأمم المتحدة رقم 54 وتتعارض مع التزامات الطرفين بموجب اتفاقية الهدنة العامة بين إسرائيل والأردن وكذلك مع ميثاق الأمم المتحدة. وأعرب المجلس عن أقوى لوم ممكن لهذا الإجراء، وأحاط علما بالأدلة الجوهرية على عبور أشخاص غير مصرح لهم للخط الفاصل. ثم دعا المجلس الحكومتين الإسرائيلية والأردنية إلى التعاون مع بعضهما البعض وطلب من رئيس أركان TSO تقديم تقرير في غضون ثلاثة أشهر مع التوصيات.

## روابط خارجية
- نص القرار باللغة الانجليزية - موقع مجلس الامن الدولي